# Welcome to the Good Life
Welcome to the Good Life – czterdziesty siódmy album studyjny Sizzli, jamajskiego wykonawcy muzyki reggae i dancehall.
Płyta została wydana 19 lipca 2011 roku przez nowojorską wytwórnię VP Records. Produkcją nagrań zajął się Dre Knight.

## Lista utworów
1. "Take Me"
2. "Good Life"
3. "Come On"
4. "Scream & Shout"
5. "Hush" feat. Kim Davis
6. "Maximum Respect"
7. "Baby Each Time"
8. "Treating U Good"
9. "Lady"
10. "Girl U Want to Love Me"
11. "Get With U"
12. "Beat A Mi Heart"